# Um Dia (álbum)
Um Dia é o segundo álbum de estúdio do cantor e compositor Jayrinho, lançado em 1980, sendo seu último trabalho musical em vida.
O disco foi gravado na mesma época de Nova Canção, do Grupo Elo, mas foi lançado como um disco solo de Jayrinho. Musicalmente, o disco segue a proposta do trabalho supracitado.
Em 2014, a canção "Deus Cuidará de Ti" foi lançada como single, em nome de Jayrinho e do Grupo Elo.
Em 2019, foi eleito o 13º melhor álbum da década de 1980 em lista publicada pelo portal Super Gospel.

## Faixas
| Lado A                | Lado A                 | Lado A                                                                        | Lado A         |
| N.º                   | Título                 | Compositor(es)                                                                | Duração        |
| --------------------- | ---------------------- | ----------------------------------------------------------------------------- | -------------- |
| 1.                    | "Foi Grande Amor"      | Jayro Trench Gonçalves                                                        | 4:40           |
| 2.                    | "Jesus Olhou Para Mim" | Francisco F. Souza                                                            | 3:17           |
| 3.                    | "Deus Cuidará de Ti"   | Civila Durfee Martin, Tradução: Salomão Luiz Ginsburg e Walter Stilmon Martin | 4:02           |
| 4.                    | "Nos Montes"           | Jayro Trench Gonçalves e Hecio F. Lins Caldas                                 | 2:31           |
| Tempo Total - Lado A: | 14 min, 30 seg         | 14 min, 30 seg                                                                | 14 min, 30 seg |

| Lado B                | Lado B             | Lado B                                  | Lado B         |
| N.º                   | Título             | Compositor(es)                          | Duração        |
| --------------------- | ------------------ | --------------------------------------- | -------------- |
| 1.                    | "Sublime Amor"     | Jayro Trench Gonçalves                  | 4:21           |
| 2.                    | "Um Dia"           | Jayro Trench Gonçalves e Paulo M. Filho | 3:34           |
| 3.                    | "Ao Teu Lado"      | Autor Desconhecido                      | 3:23           |
| 4.                    | "Se Hoje Eu Canto" | Jayro Trench Gonçalves e Arlindo R.     | 4:20           |
| Tempo Total - Lado B: | 15 min, 38 seg     | 15 min, 38 seg                          | 15 min, 38 seg |

## Ficha Técnica
Produção Musical:
- Produção: Jayro "Jayrinho" Trench Gonçalves e Almir Navogin
- Gravado: Estúdios Imaginação e Guidon LTDA (SP)
- Técnico de Gravação e Mixagem: Guto
- Arte: Ruben Pirola Filho (Rubinho)
- Fotos: Joelson Lima da Silva (Jacaré)

Instrumental:
- Guitarras: Oscar Valdéz, Guto, Reginaldo
- Violões (Ovation e 12 Cordas): Jayrinho
- Baixo: Beto, Jayrinho
- Teclados: Ronaldo, Ray
- Bateria: Jayrinho, Ronaldo, Tim J. Schlener (na música Um Dia)
- Trompa: Ronaldo
- Trumpete: Ronaldo
- Percussão: Ray, Jayrinho
- Arranjos de Base: Jayrinho, Almir, Ray, Guto, Beto e Ronaldo
- Arranjos de Cordas e Metais: Dick Torrans